# Nguyễn Văn Linh
Nguyễn Văn Linh, właśc. Nguyễn Văn Cúc (ur. 1 lipca 1915 w Hanoi, zm. 27 kwietnia 1998) – wietnamski działacz socjalistyczny, sekretarz generalny Komunistycznej Partii Wietnamu od 1986 do 1992.

## Życiorys
Od wczesnej młodości walczył przeciwko francuskim rządom kolonialnym. W okresie 1930–1936 i 1941–1945 aresztowano go i zsyłano do francuskiej karnej kolonii na wyspie Côn Đảo. W 1936 zapisał się do Komunistycznej Partii Indochin; był jej głównym organizatorem w środkowym i południowym Wietnamie. Działał początkowo przeciw Francuzom, a potem przeciw popieranym przez USA rządom Ngô Đình Diệma i Nguyễna Văn Thiệu. Po zakończeniu wojny objął przywództwo partii w Ho Chi Minh (dawniej Sajgon), gdzie dokonał wielu niekonwencjonalnych, ale stosunkowo udanych posunięć gospodarczych. Podjął reformy gospodarki, nie rezygnując jednak z politycznego monopolu partii.